# Geoff Boss
Geoffrey "Geoff" Boss (Narrangansett, 26 de abril de 1969) é um ex-automobilista norte-americano.

## Carreira
Boss iniciou a carreira em 1991, aos 22 anos (idade avançada para um estreante), participando da Fórmula Ford Festival em Brands Hatch. Disputando a Barber Dodge Pro Series entre 1993 e 1996, tendo vencido as séries Leste e Centro-Oeste da categoria em 1992 e a divisão Sul no ano seguinte. 
Pela Indy Lights (atual Indy NXT), marcou 30 pontos em sua primeira temporada, correndo pela equipe Team Medlin. Na categoria de acesso, foram 5 pódios e uma vitória, em 1999. Após deixar a Lights em 2001, interrompeu a carreira e voltou a correr em 2003, na extinta CART, quando foi contratado pela equipe Dale Coyne Racing para pilotar o Lola-Ford #11, até então pilotado pelo mexicano Roberto González (apenas em St. Petersburg), pelo malaio Alex Yoong (entre as etapas de Monterrey e Lausitz) e pelo brasileiro Gualter Salles.
Em 11 corridas disputadas, o melhor resultado obtido foi um 9° lugar obtido no GP de Surfer's Paradise, que foi também a última prova disputada por ele na CART. Após 14 anos longe do automobilismo, Boss disputou 8 corridas da temporada 2018 da Porsche GT3 Challenge USA, com um Porsche 911 GT3. Inscrito como piloto Platina, encerrou o campeonato em 13° lugar, com 188 pontos.

## Vida pessoal
Seu irmão, Andy Boss, correu na Indy Lights em 1996 e na Barber Dodge Pro Series no ano seguinte.

## Resultados

### CART/Champ Car
| Ano  | Equipe     | Chassis     | No. | Motor                 | 1   | 2   | 3   | 4   | 5   | 6   | 7     | 8      | 9      | 10     | 11      | 12     | 13     | 14     | 15     | 16     | 17     | 18    | 19     | Posição | Pontos | Ref.  |
| ---- | ---------- | ----------- | --- | --------------------- | --- | --- | --- | --- | --- | --- | ----- | ------ | ------ | ------ | ------- | ------ | ------ | ------ | ------ | ------ | ------ | ----- | ------ | ------- | ------ | ----- |
| 2003 | Dale Coyne | Lola B02/00 | 11  | Ford-Cosworth XFE V8t | STP | MTY | LBH | BRH | LAU | MIL | LS 16 | POR 13 | CLE 16 | TOR 14 | VAN DNS | ROA 13 | MDO 14 | MTL 14 | DEN 12 | MIA 10 | MXC 20 | SRF 9 | FON NH | 20°     | 8      | [ 4 ] |